# Ahlafors Idrottsförening
O Ahlafors Idrottsförening, ou simplesmente Ahlafors IF, é um clube de futebol da Suécia fundado em 1913. Sua sede fica localizada em Alafors.